# Himerta lineola
Himerta lineola là một loài tò vò trong họ Ichneumonidae.